# Населённые пункты Аштского района
В состав Аштского района Согдийской области входит 1 поселковая (джамоат шахрака) и 8 сельских общин, в состав которых входят 59 сёл (кишлак / деха) и 1 пгт (шахрак). Административный центр района — пгт Шайдон, расположенный на расстоянии 107 км от областного центра — г. Худжанд, и 448 км — до г. Душанбе.

## Населённые пункты
Данные приведены по книге Административное деление Республики Таджикистан (на 2017 год).
| Название населённого пункта | Таджикское название | Прежнее название | Расстояние до центра джамоата, км | Расстояние до центра района, км | Численность населения, чел. |
| --------------------------- | ------------------- | ---------------- | --------------------------------- | ------------------------------- | --------------------------- |
| Дахана                      | Даҳана              |                  | 8                                 | 8                               | 2672                        |
| Кулиходжи                   | Кӯлихоҷӣ            |                  | 18                                | 18                              | 1821                        |
| Мулломир                    | Мулломир            |                  | 24                                | 24                              | 2310                        |
| Шайдон                      | Шайдон              | Ашт              | центр                             | центр                           |                             |

| Название населённого пункта | Таджикское название | Прежнее название | Расстояние до центра джамоата, км | Расстояние до центра района, км | Численность населения, чел. |
| --------------------------- | ------------------- | ---------------- | --------------------------------- | ------------------------------- | --------------------------- |
| Верхний Ашт                 | Ашти Боло           |                  | 2                                 | 48                              | 6991                        |
| Нижний Ашт                  | Ашти Поён           |                  | центр                             | 45                              | 7154                        |
| Бобохайр                    | Бобохайр            | Бобокир          | 5                                 | 50                              | 571                         |
| Дусти                       | Дӯстӣ               |                  | 6                                 | 39                              | 4008                        |
| Обиашт                      | Обиашт              |                  | 13                                | 58                              | 871                         |
| Пискокат                    | Пискокат            |                  | 11                                | 46                              | 2345                        |

| Название населённого пункта | Таджикское название | Прежнее название | Расстояние до центра джамоата, км | Расстояние до центра района, км | Численность населения, чел. |
| --------------------------- | ------------------- | ---------------- | --------------------------------- | ------------------------------- | --------------------------- |
| Аксинжот                    | Аксинҷот            |                  | 8                                 | 35                              | 215                         |
| Каттасаркамиш               | Каттасарқамиш       |                  | 7                                 | 35                              | 262                         |
| Кирккудук                   | Қирққудуқ           |                  | центр                             | 35                              | 3224                        |
| Сарсабз                     | Сарсабз             | Саркамиш         | 10                                | 30                              | 30                          |
| Урмонтол                    | Урмонтол            |                  | 15                                | 16                              | 979                         |
| Джигда                      | Ҷигда               |                  | 5                                 | 38                              | 4907                        |
| Янгикишлок                  | Янгиқишлоқ          |                  | 2                                 | 37                              | 1901                        |

| Название населённого пункта | Таджикское название | Прежнее название | Расстояние до центра джамоата, км | Расстояние до центра района, км | Численность населения, чел. |
| --------------------------- | ------------------- | ---------------- | --------------------------------- | ------------------------------- | --------------------------- |
| Бахмал                      | Бахмал              |                  | 12                                | 27                              | 1422                        |
| Долона                      | Долона              |                  | 35                                | 52                              | 2714                        |
| Ертула                      | Ертула              |                  | 8                                 | 20                              | 164                         |
| Калача                      | Қалъача             | Кургонча         | меньше 1                          | 15                              | 2129                        |
| Чохи Исфахон                | Чоҳи Исфаҳон        | Кароказон        | меньше 1                          | 15                              | 1747                        |
| Работ                       | Работ               |                  | 7                                 | 19                              | 764                         |
| Худжистон                   | Хуҷистон            | Камишкургон      | центр                             | 15                              | 4250                        |

| Название населённого пункта | Таджикское название | Прежнее название | Расстояние до центра джамоата, км | Расстояние до центра района, км | Численность населения, чел. |
| --------------------------- | ------------------- | ---------------- | --------------------------------- | ------------------------------- | --------------------------- |
| Гулистон                    | Гулистон            |                  | 3                                 | 48                              | 828                         |
| Косагул                     | Косагул             |                  | 2                                 | 44                              | 665                         |
| Калам                       | Қалам               |                  | 4                                 | 43                              | 1800                        |
| Лабидарё                    | Лабидарё            | Таджик окджар    | 1                                 | 46                              | 1983                        |
| Навруз                      | Наврӯз              |                  | 1                                 | 46                              | 1290                        |
| Пахтакор                    | Пахтакор            |                  | 1                                 | 44                              | 957                         |
| Сарвак                      | Сарвак              |                  | 5                                 | 40                              | 1409                        |
| Сарваки-Нав                 | Сарваки Нав         |                  | 7                                 | 51                              | 312                         |
| Сохили-Сир                  | Соҳили Сир          | Узбек окджар     | 4                                 | 49                              | 2687                        |
| Джарбулок                   | Ҷарбулоқ            |                  | 2                                 | 43                              | 1327                        |
| Шахринав                    | Шаҳринав            | Янгисарой        | центр                             | 45                              | 4010                        |
| Янгиобод                    | Янгиобод            |                  | 7                                 | 52                              | 702                         |

| Название населённого пункта | Таджикское название    | Прежнее название | Расстояние до центра джамоата, км | Расстояние до центра района, км | Численность населения, чел. |
| --------------------------- | ---------------------- | ---------------- | --------------------------------- | ------------------------------- | --------------------------- |
| Гарвонсой                   | Ғарвонсой              |                  | 9                                 | 38                              | 141                         |
| Гудос                       | Ғудос                  |                  | 34                                | 42                              | 1842                        |
| Душанбекишлок               | Душанбеқишлоқ          |                  | 20                                | 32                              | 71                          |
| Мархамат                    | Марҳамат               | Ёпугли           | 10                                | 20                              | 5287                        |
| Ошоба                       | Ошоба                  |                  | центр                             | 30                              | 5295                        |
| Себистон                    | Себистон               | Алма             | 3                                 | 33                              | 1074                        |
| Шивар                       | Шивар                  |                  | 6                                 | 35                              | 1098                        |
| Эгамберди Ходжамбердиев     | Эгамбердӣ Хоҷамбердиев | Аппони боло      | 19                                | 27                              | 6552                        |

| Название населённого пункта | Таджикское название | Прежнее название | Расстояние до центра джамоата, км | Расстояние до центра района, км | Численность населения, чел. |
| --------------------------- | ------------------- | ---------------- | --------------------------------- | ------------------------------- | --------------------------- |
| Бободархон                  | Бободархон          |                  | 8                                 | 5                               | 4452                        |
| Понгоз                      | Понғоз              |                  | центр                             | 15                              | 6780                        |
| Верхний Понгоз              | Понғози Боло        |                  | 2                                 | 15                              | 9132                        |
| Сангбурон                   | Сангбурон           |                  | 5                                 | 6                               | 10                          |
| Саро                        | Саро                |                  | 9                                 | 2                               | 5135                        |
| Хиштхона                    | Хиштхона            |                  | 5                                 | 11                              | 3600                        |

| Название населённого пункта | Таджикское название | Прежнее название | Расстояние до центра джамоата, км | Расстояние до центра района, км | Численность населения, чел. |
| --------------------------- | ------------------- | ---------------- | --------------------------------- | ------------------------------- | --------------------------- |
| Верхняя Дахана              | Даҳанаи Боло        |                  | 5                                 | 65                              | 1008                        |
| Дашт                        | Дашт                |                  | 8                                 | 58                              | 370                         |
| Навбунёд                    | Навбунёд            |                  | 14                                | 51                              | 1002                        |
| Навобод                     | Навобод             |                  | 20                                | 45                              | 60                          |
| Пунук                       | Пунук               | Пнук             | центр                             | 65                              | 3953                        |
| Сарипул                     | Сарипул             | Годж             | 20                                | 85                              | 724                         |
| Сарихавз                    | Сариҳавз            | Купрукбоши       | 10                                | 75                              | 1350                        |
| Чарогон                     | Чароғон             | Сарваки Боло     | 13                                | 70                              | 570                         |

| Название населённого пункта | Таджикское название | Прежнее название | Расстояние до центра джамоата, км | Расстояние до центра района, км | Численность населения, чел. |
| --------------------------- | ------------------- | ---------------- | --------------------------------- | ------------------------------- | --------------------------- |
| Гулшан                      | Гулшан              |                  | центр                             | 11                              | 6825                        |
| Кахрамон                    | Қаҳрамон            | Булок            | 3                                 | 8                               | 2357                        |

## Населённые пункты (1932 г.)
Данные приведены по книге Населённые пункты Таджикской ССР (1932 г.)
Жирным выделен административный центр.
| Наименование нас. пунктов | Число хозяйств | Количество населения | Преобл-ая народность | Расстояние от центра джамсовета до райцентра, км |
| ------------------------- | -------------- | -------------------- | -------------------- | ------------------------------------------------ |
| Ашоба                     |                |                      | Узбеки               | 12                                               |
| Ах-нигат                  |                |                      | Узбеки               |                                                  |
| Яну-килич                 |                |                      | Узбеки               |                                                  |
| Итого                     | 734            | 4027                 | Узбеки               |                                                  |

| Наименование нас. пунктов | Число хозяйств | Количество населения | Преобл-ая народность | Расстояние от центра джамсовета до райцентра, км |
| ------------------------- | -------------- | -------------------- | -------------------- | ------------------------------------------------ |
| Ашт                       |                |                      | Таджики              | 45                                               |
| Ашт-район                 |                |                      | Таджики              |                                                  |
| Ашт-куи                   |                |                      | Таджики              |                                                  |
| Бешкент                   |                |                      | Таджики              |                                                  |
| Джарбулак                 |                |                      | Таджики              |                                                  |
| Итого                     | 936            | 4533                 | Таджики              |                                                  |

| Наименование нас. пунктов | Число хозяйств | Количество населения | Преобл-ая народность | Расстояние от центра джамсовета до райцентра, км |
| ------------------------- | -------------- | -------------------- | -------------------- | ------------------------------------------------ |
| Гадж                      |                |                      | Узбеки               | 55                                               |
| Кайрагач                  |                |                      | Узбеки               |                                                  |
| Итого                     | 108            | 672                  | Узбеки               |                                                  |

| Наименование нас. пунктов | Число хозяйств | Количество населения | Преобл-ая народность | Расстояние от центра джамсовета до райцентра, км |
| ------------------------- | -------------- | -------------------- | -------------------- | ------------------------------------------------ |
| Калам                     |                |                      | Киргизы              | 48                                               |
| Кара-Калпак               |                |                      | Узбеки               |                                                  |
| Сасык                     |                |                      | Киргизы              |                                                  |
| Таджик-Ак-Джар            |                |                      | Узбеки               |                                                  |
| Узбек-Ак-Джар             |                |                      | Узбеки               |                                                  |
| Итого                     | 246            | 1036                 |                      |                                                  |

| Наименование нас. пунктов | Число хозяйств | Количество населения | Преобл-ая народность | Расстояние от центра джамсовета до райцентра, км |
| ------------------------- | -------------- | -------------------- | -------------------- | ------------------------------------------------ |
| Гудос                     | 252            | 1162                 | Таджики              |                                                  |
| Итого                     | 252            | 1162                 |                      |                                                  |

| Наименование нас. пунктов | Число хозяйств | Количество населения | Преобл-ая народность | Расстояние от центра джамсовета до райцентра, км |
| ------------------------- | -------------- | -------------------- | -------------------- | ------------------------------------------------ |
| Баштал                    |                |                      | Узбеки               |                                                  |
| Булак                     |                |                      | Узбеки               |                                                  |
| Камыш-Курган              |                |                      | Таджики              | 12                                               |
| Курганча                  |                |                      | Узбеки               |                                                  |
| Пиртуля                   |                |                      | Узбеки               |                                                  |
| Риват                     |                |                      | Узбеки               |                                                  |
| Урман-Тал                 |                |                      | Узбеки               |                                                  |
| Итого                     | 720            | 2702                 |                      |                                                  |

| Наименование нас. пунктов | Число хозяйств | Количество населения | Преобл-ая народность | Расстояние от центра джамсовета до райцентра, км |
| ------------------------- | -------------- | -------------------- | -------------------- | ------------------------------------------------ |
| Дирляш                    |                |                      | Узбеки               |                                                  |
| Дулона                    |                |                      | Узбеки               |                                                  |
| Кара-Мазар                |                |                      | Узбеки               | 50                                               |
| Итого                     | 358            | 1908                 |                      |                                                  |

| Наименование нас. пунктов | Число хозяйств | Количество населения | Преобл-ая народность | Расстояние от центра джамсовета до райцентра, км |
| ------------------------- | -------------- | -------------------- | -------------------- | ------------------------------------------------ |
| Бабадархан                |                |                      | Таджики              |                                                  |
| Гишт-Хана                 |                |                      | Таджики              |                                                  |
| Куи-Пангаз                |                |                      | Таджики              | 14                                               |
| Итого                     | 701            | 3116                 |                      |                                                  |

| Наименование нас. пунктов | Число хозяйств | Количество населения | Преобл-ая народность | Расстояние от центра джамсовета до райцентра, км |
| ------------------------- | -------------- | -------------------- | -------------------- | ------------------------------------------------ |
| Ак-кудук                  |                |                      | Узбеки               |                                                  |
| Аппан                     |                |                      | Узбеки               |                                                  |
| Джикден                   |                |                      | Киргизы              |                                                  |
| Кырк-Кудук                |                |                      | Узбеки               | 36                                               |
| Сари-камыш                |                |                      | Узбеки               |                                                  |
| Итого                     | 403            | 2301                 |                      |                                                  |

| Наименование нас. пунктов | Число хозяйств | Количество населения | Преобл-ая народность | Расстояние от центра джамсовета до райцентра, км |
| ------------------------- | -------------- | -------------------- | -------------------- | ------------------------------------------------ |
| Гули-ходжа                |                |                      | Узбеки               |                                                  |
| Дагана                    |                |                      | Узбеки               |                                                  |
| Мулла-мир                 |                |                      | Таджики              | 24                                               |
| Итого                     | 312            | 1593                 |                      |                                                  |

| Наименование нас. пунктов | Число хозяйств | Количество населения | Преобл-ая народность | Расстояние от центра джамсовета до райцентра, км |
| ------------------------- | -------------- | -------------------- | -------------------- | ------------------------------------------------ |
| Дагана                    |                |                      | Узбеки               |                                                  |
| Кур-кудук боши            |                |                      | Узбеки               |                                                  |
| Сирван                    |                |                      | Узбеки               |                                                  |
| Фнук (Пнук)               |                |                      | Узбеки               | 57                                               |
| Итого                     | 505            | 2403                 |                      |                                                  |

| Наименование нас. пунктов | Число хозяйств | Количество населения | Преобл-ая народность | Расстояние от центра джамсовета до райцентра, км |
| ------------------------- | -------------- | -------------------- | -------------------- | ------------------------------------------------ |
| Кук-кудук                 |                |                      | Узбеки               |                                                  |
| Ходжа-Ягона               |                |                      | Узбеки               | 50                                               |
| Итого                     | 182            | 900                  |                      |                                                  |

| Наименование нас. пунктов | Число хозяйств | Количество населения | Преобл-ая народность | Расстояние от центра джамсовета до райцентра, км |
| ------------------------- | -------------- | -------------------- | -------------------- | ------------------------------------------------ |
| Шайдан                    | 485            | 2037                 | Таджики              | 0                                                |
| Итого                     | 485            | 2037                 |                      |                                                  |

| Наименование нас. пунктов | Число хозяйств | Количество населения | Преобл-ая народность | Расстояние от центра джамсовета до райцентра, км |
| ------------------------- | -------------- | -------------------- | -------------------- | ------------------------------------------------ |
| Курук                     |                |                      | Таджики              |                                                  |
| Юкары-Пангаз              |                |                      | Таджики              | 14                                               |
| Итого                     | 800            | 3862                 |                      |                                                  |